# Małe sekrety
Małe sekrety (cz. Výlet) – czesko-słowacki film komediowy z 2002 roku w reżyserii Alice Nellis.

## Fabuła
Chociaż od śmierci ojca minęło już sześć miesięcy, babcia nadal trzyma jego prochy w kredensie. I marzy o tym, aby przed śmiercią odwiedzić swoje rodzinne miasto na Słowacji, gdzie chce złożyć prochy syna, co było jego ostatnim życzeniem. Najbliższa rodzina przestała się już tym przejmować, gdyż każdy pochłonięty jest swoimi własnymi sprawami i problemami.
Babcia jest jednak nieustępliwa. W końcu wszyscy decydują się na podróż do Słowacji i pakują się do dwóch samochodów. W miarę, jak oddalają się od miasta, nudna z początku wyprawa stopniowo zmienia się w jedno z najważniejszych wydarzeń w ich życiu. Oderwanie od pochłonięcia codziennością wydobywa na jaw skrywane przez lata rodzinne sekrety, kłamstwa i problemy, i doprowadza do niespodziewanych wydarzeń.

## Obsada
- Nada Kotrsová jako babcia
- Martin Šulík jako ksiądz
- Anna Geislerová jako dziewczyna w samochodzie
- Theodora Remundová jako Zuzana
- Iva Janžurová jako matka
- Dan Bárta jako Lubora
- Sabina Remundová jako Ilona
- Jiří Macháček jako Vítek
- Igor Bareš jako Pavel

i inni

## Produkcja
Zdjęcia kręcono w Czechach (Praga, Telcz, Rakovník) oraz na Słowacji (Nowe Miasto nad Wagiem).